# 顺治帝
順治帝（1638年3月15日—1661年2月5日），名福临（穆麟德轉寫：fulin），爱新觉罗氏，中国清朝第2位皇帝，也是清朝入关后的首位皇帝。1643年在盛京（今沈阳）即位，年号顺治，1644年定鼎後又在北京登基，宣告取代明朝崇祯帝成为全中国皇帝。
1643年9月，清太宗皇太极驾崩，议政王大臣会议推举五岁的福临承袭其父皇太极帝位，同时命努尔哈赤第十四子睿亲王多尔衮和努尔哈赤之侄郑亲王济尔哈朗二人助小皇帝辅理国政。自1643年至1650年，政治权力主要掌握在多尔衮手中。多尔衮领导清朝于1644年成功入关，逐步征服原明朝的大部分領土，并深入西南省份追剿南明政权。1645年，多尔衮颁布“剃发令”，建立一系列面临汉人激烈抵抗但被后世清代皇帝所沿袭的政策。1650年，多尔衮逝世，13歲的顺治帝开始亲政，他试图打击腐败，整顿吏治，削弱满洲贵族的政治影响力，但结果成败参半。顺治帝在位期間，清朝的國家政權正處於建設階段，反清复明运动此起彼伏，社會稍欠稳定，直至南明政权覆灭，清廷方才真正实现对全国的统治。
1661年，顺治帝因感染流行病天花去世，得年22岁。皇位由皇三子玄烨（即康熙帝）承袭。顺治帝死后被供奉于太庙，庙号「世祖」，谥号「体天隆运定统建极英睿钦文显武大德弘功至仁纯孝章皇帝」，统称世祖章皇帝（穆麟德轉寫：šidzu eldembuhe hūwangdi），葬于清东陵的孝陵。

## 幼年即位

### 出生

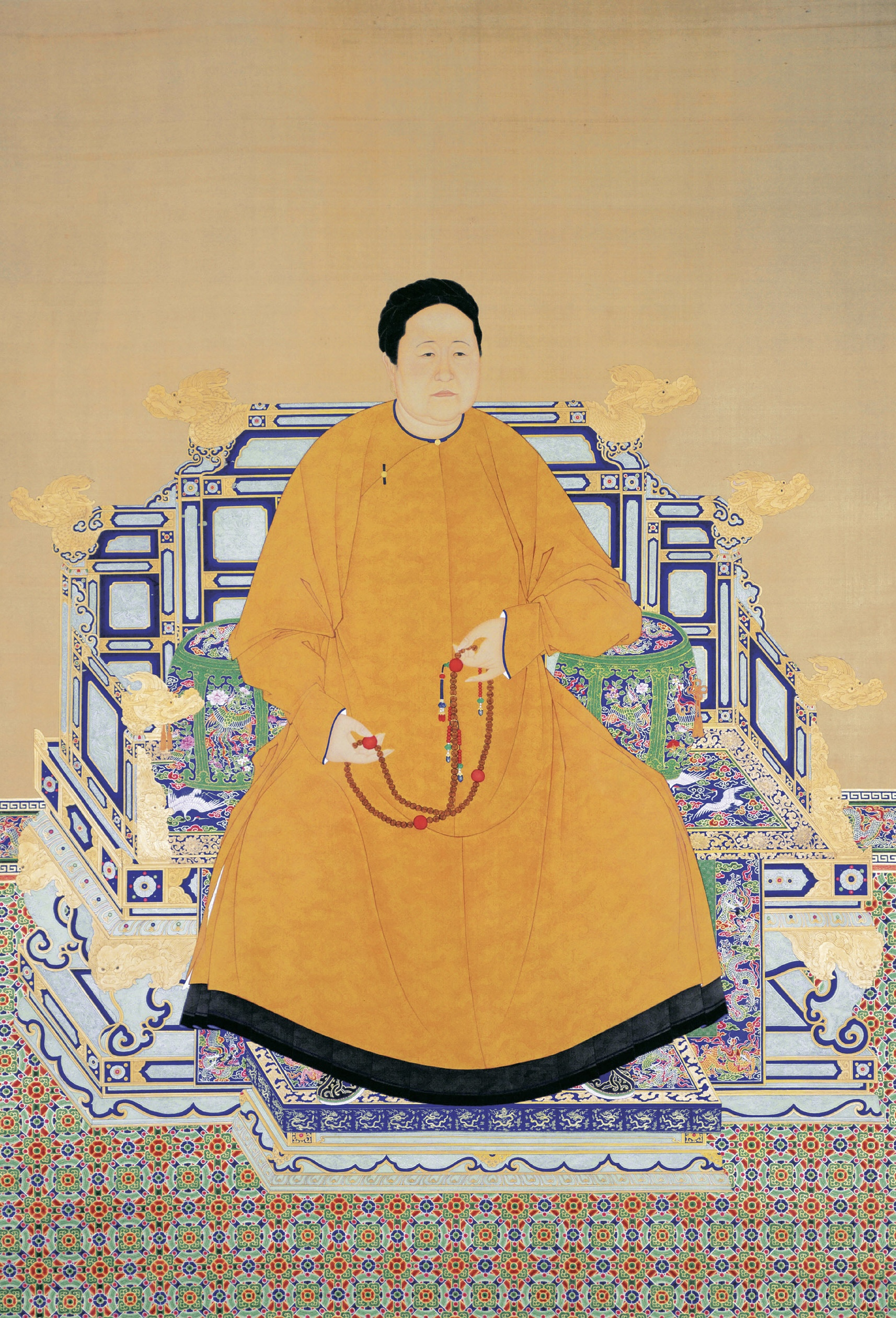
福臨生母孝莊文皇后

順治帝出生于崇德三年正月三十日（1638年3月15日），為清太宗皇太極第九子，其時皇太極與愛妃海蘭珠之子（皇八子）剛夭折兩天。福临母親布木布泰是海蘭珠的妹妹，同是皇太极的福晋。她在1636年至1651年的封號為「永福宮莊妃」，她在兒子親政後尊為皇太后，後世習稱她為孝莊文皇后。
崇德七年（1642年）十二月初二日，皇太極率諸王貝勒及文武大臣行獵於葉赫地方。同月十二日，到達噶哈嶺。聖汗皇太極之五歲幼子方喀拉章京射殺一狍。學者楊珍在《順治朝滿文檔案札記》認為方喀拉即為福臨的原名或乳名，章京即為方喀拉在此次隨皇太極行獵時，臨時得到的職位。

### 皇位之爭
1643年9月21日，50歲的皇太极去世，他生前未指定儲君，清朝面临着可能出现的严重分裂危机。皇太极34歲的長子、和硕肃亲王豪格，其生母为福晋，是有继承权的嫡子。同时，他廣有戰功，但與戰功彪炳的叔叔多爾袞不合。除長子豪格外，皇太极尚有叶布舒、硕塞、高塞、常舒、韬塞、福临（5歲）、博穆博果尔七名兒子。其中叶布舒、高塞、常舒、韬塞四人中，有三人年长于福临，但皆生母地位低微，无法越过福临、博穆博果尔继承皇位。而硕塞的生母叶赫那拉氏则早被皇太极赐给大臣，博穆博果尔则年幼于福临。
此時，数名亲王與貝勒争夺皇位——努尔哈赤的次子兼在世的长子和硕礼亲王代善、努尔哈赤第十四子和硕睿亲王多尔衮和第十五子和硕豫亲王多铎（两人为同母所出）以及皇太极之长子豪格——开始逐鹿皇位。皇太极的弟弟多铎、多罗武英郡王阿济格及多尔衮（31岁）掌有正白及镶白旗，代善（60岁）掌有两红旗，而豪格（34岁）则获得其父两黄旗的支持。
议政王大臣会议着手议立新帝，此會議直到军机处在出现以前一直是清廷的主要决策机构。许多亲王、贝勒主张多尔衮这个久经考验的军事将领成为新皇帝，但多尔衮拒绝为帝，而是坚持让皇太极的一个儿子承袭父位。
会议接受具有权势的多尔衮的主张，继续让皇太极的后裔继承大统。最终商议决定立皇太极第九子福临承袭父位为新皇帝，但亦决定立和硕郑亲王济尔哈朗（努尔哈赤之侄，他掌有镶蓝旗）和多尔衮作这个五岁孩子的摄政。
1643年10月8日，福临正式登上皇位；定年号为“顺治”。

### 多尔衮摄政
济尔哈朗是一位骁勇善战、受人尊敬的将领，但对多尔衮手中的日常行政事务毫无兴趣。1644年2月17日，济尔哈朗召集内三院、六部、都察院和理藩院的官员，向他们宣布：“嗣后，凡各衙办理事务或有应白于我二王者，或有记档者，皆先启知睿亲王档子，书名亦宜先书睿亲王名，其坐立班次及行礼仪，注俱照前例行。”此后在同年5月6日，豪格暗中动摇摄政统治的阴谋暴露。豪格的党羽全部被处死，豪格本人被褫夺亲王爵位。多尔衮在此后不久，以自己的支持者接替取代了豪格的拥护者（大多来自黄旗），从而掌控了两白旗以外的旗。至1644年6月初期，他已牢牢地把清政府及其军政大权掌握在自己手中。

### 入关迁都
1644年初期，正当多尔衮与其谋士苦思钻研如何攻明朝之时，民變逼近北京。同年4月24日，民變领袖李自成攻破明都城墙，促使崇祯皇帝朱由检在紫禁城后的万岁山（今北京景山）歪脖树上自缢身亡。多尔衮的汉人谋士洪承畴和范文程闻讯，敦促滿洲亲王抓住此机遇，给明朝报仇雪恨，进而为清朝夺取天命。驻扎在长城东端山海关的明朝总兵吴三桂，是多尔衮進入北京的最后一道障碍，此时他正被满洲人与李自成军间的武力夹得左右为难。吴三桂请求多尔衮帮助他驱逐土匪，恢复大明。当多尔衮要求吴三桂替清朝效力之时，吴三桂除了接受之外别无选择。清兵因此得到了吴三桂的精兵的辅助，后同李自成军进行一片石之战，在多尔衮最终选择用骑兵介入此战斗前，吴三桂的精兵就已和李自成军交战了数小时。5月27日，清朝取得此战的决定性胜利。战败的李自成军在北京洗劫数日，直至6月4日携带着所能带走的财物离京。
1644年6月6日（顺治元年五月初二），清军进入北京城。10月19日，多尔衮迎接福临进京。
1644年10月30日，六岁的福临被带到北京南郊的天坛祭拜天地，并亲自宣告祝文称“兹定鼎燕京，以绥中国”，标志着清王朝成为统治全中国的中央王朝。此前一年，顺治帝刚在沈阳履行过大清皇帝祭天登基仪式，此时他二度祭天登基，意在向天下郑重昭示他和他的叔父摄政王实现了其父祖得天佑的遗愿，正式成为中国的主人。11月8日，福临的登基仪式正式举行。
同日，年幼的皇帝将多尔衮的功绩同周公进行比较，后者为古时一个受人尊敬的摄政。在登基仪式上，多尔衮的官衔由“摄政王”升为“叔父摄政王”。满语“叔父”（ecike）在此表示高于亲王的一级身份。三天后，多尔衮的摄政同事济尔哈朗的官衔由“摄政王”降为“辅政叔王”。多尔衮在1645年6月发布仪注规定，今后所有公文均应书写“皇叔父摄政王”称呼他，这使得多尔衮距离皇帝权威仅剩一步之遥。最终多尔衮在1648年更凌驾于小皇帝之上，称“皇父摄政王”。

## 少年亲政

### 肃清多尔衮集团
1650年12月31日，多尔衮在狩猎途中意外死亡，引发了一段激烈的派系斗争，开辟了深层次政治改革之路。由于多尔衮的支持者在朝廷上仍具影响，所以多尔衮的丧礼依帝礼，多尔衮死后获追尊为皇帝，谥号懋德修道广业定功安民立政诚敬义皇帝，庙号成宗。然而，在1651年1月中旬的同一天，多尔衮的前部将吴拜统率下的数名白旗军官为防范多尔衮的胞兄阿济格自立为新摄政而将其逮捕；之后，吴拜让福临任命自己及他的几位追随者为各部尚书，准备接管政府。
同时，于1647年被褫夺摄政头衔的济尔哈朗，获得了对多尔衮统治心怀不满的旗官的支持。济尔哈朗为了巩固直属皇帝的两黄旗（前两旗自清太宗开始直属皇帝）对自己的支持，争取白旗支持者，赋予正黄、镶黄、正白三旗一个新名称：上三旗（此三旗自此由皇帝直接统辖）。于1661年成为玄烨的辅政大臣的鳌拜和苏克萨哈，是给予济尔哈朗支持的旗官，济尔哈朗以指定他们参加议政王大臣会议作为回报。
1651年2月1日，济尔哈朗宣布即将13岁的福临亲政。摄政正式废止。济尔哈朗此后展开攻势。3月12日，他控告多尔衮僭越皇权。多尔衮被判有罪，他获得的追尊被剥夺。济尔哈朗继续肃清多尔衮集团前成员，为上三旗中越来越多的支持者升官晋爵，所以到了1652年，多尔衮的前支持者或是被杀，或是被有效地从政府中清除。

### 派系政治和反腐之争
|                                  | 諭吏部：“邇來有司貪污成習，皆因總督、巡撫不能倡率，日甚一日。國家紀綱，首重廉吏。若任意妄為，不思愛養百姓，致令失所，殊違朕心。總督、巡撫任大責重，全在舉劾得當，使有司知所勸懲。今所舉者多屬冒濫，所劾者以微員塞責，大貪大惡，每多徇縱，何禆民生？何補吏治？爾部須秉公詳察奏聞，如有此等惡習，定當從重治罪不貸。部院堂官係各司楷模，尤當正身潔操砥礪自愛，殫心盡職，以不負朕惓惓用人求治之意。其京堂大小員缺，亦著選擇有才望堪用者，不得循資挨轉。以後內外官，各宜洗心滌慮，勤守職業，不得仍蹈前弊，自取罪戾！” |
| ——《大清世祖章皇帝實錄》卷五十四 | |

福临仅仅亲政两个月后，便于1651年4月7日发布谕告，宣布他将肃清官场腐败。该谕告引起文人间的派系之争，令福临沮丧无比，至死也无可奈何。福临的最初的一项行动是罢免大学士冯铨。冯铨为北方汉人，先前曾于1645年受弹劾，但摄政王多尔衮仍准其任职如故。福临以陈名夏取代冯铨。陈名夏是个有影响力的南方汉人，同南方文人集团关系良好。陈名夏尽管曾于1651年受控以权谋私，但旋于1653年官复原职，旋即成为皇上的亲密的私人顾问。陈名夏甚至获准可以像昔日的明代内阁大学士那样起草诏书。同于1653年，福临决定召回声名狼藉的冯铨。皇帝如此行事，本意是想让南北汉人官员在朝廷上势均力敌，从而平息派系冲突。然而，冯铨回归后，派系之争反而激化，令皇帝始料未及。在1653年和1654年的数次朝议中，南方人形成反对北方人与满洲人的阵营。1654年4月，陈名夏向北方汉人官员宁完我建议，清廷应恢复明代衣冠，宁完我旋即向皇帝揭发此事，并指控陈名夏干犯有包括贪污受贿、裙带关系、结党营私和僭越皇权在内的各种罪行。1654年4月27日，陈名夏被绞死。
1657年11月，北京顺天省试的一场重大作弊丑闻爆出。八名江南考生贿赂了京城的主考官，希望能得到更高的名次。七名主考官以受贿的罪名被处以死刑，数百人被判处贬谪流放和没收财产。这场丑闻很快蔓延到了南京会试，揭露了官僚制的腐败和以权谋私，许多坚持正统观念的北人官员将之归因为南方文人小团体的存在和经典学问的衰落。

### 中原式统治
福临在他短暂的统治期间，鼓励汉人入仕，恢复了许多多尔衮摄政期间废止或排斥的中原王朝制度。他和大学士（诸如陈名夏，见上文）谈论历史、经典和政治，他周围聚集了一批新人，诸如能讲一口流利满语的北方年轻汉人王熙。福临于1652年颁布的《六谕》是玄烨1670年颁布的《圣谕》的前身，后者是一部“正统儒家思想的梗概”，用于指示百姓遵守孝道和法律。顺治帝用中原王朝的一些体制改革清朝制度，于1658年恢复了翰林院和内阁。这两个机构承袭明代模式，进一步削弱满洲贵族的权力，这使得深深困扰晚明的党争问题死灰复燃成为可能。
为了削弱内务府和满洲贵族的权力，1653年7月，福临设立十三衙门，后者虽由满洲人监督，但由汉族宦官而非满洲包衣阿哈掌控。宦官在多尔衮摄政期间受严格的限制，但小皇帝用他们来制衡像皇太后和皇叔济尔哈朗这样的实权派人物的影响。至1650年代后期，宦官的权力变大：他们处理关键的政治和经济问题，就官员任命提出建议，甚至负责起草诏令。由于宦官削弱了官僚集团与皇帝间的联系，满汉官员担心困扰晚明的宦官擅权局面会重现。尽管皇帝尝试限制宦官权力，他最宠爱的宦官吴良辅还是于1658年陷入腐败丑闻，吴良辅于1650年代早期帮助他肃清多尔衮集团。但吴良辅收受贿赂仅仅受到谴责，未能平息宦官权力膨胀引发的满洲贵族的怒火。。福临死后不久，1661年3月，鳌拜和另外三位辅政大臣将十三衙门裁撤，吴良辅被处决。

### 边疆、进贡国和对外关系

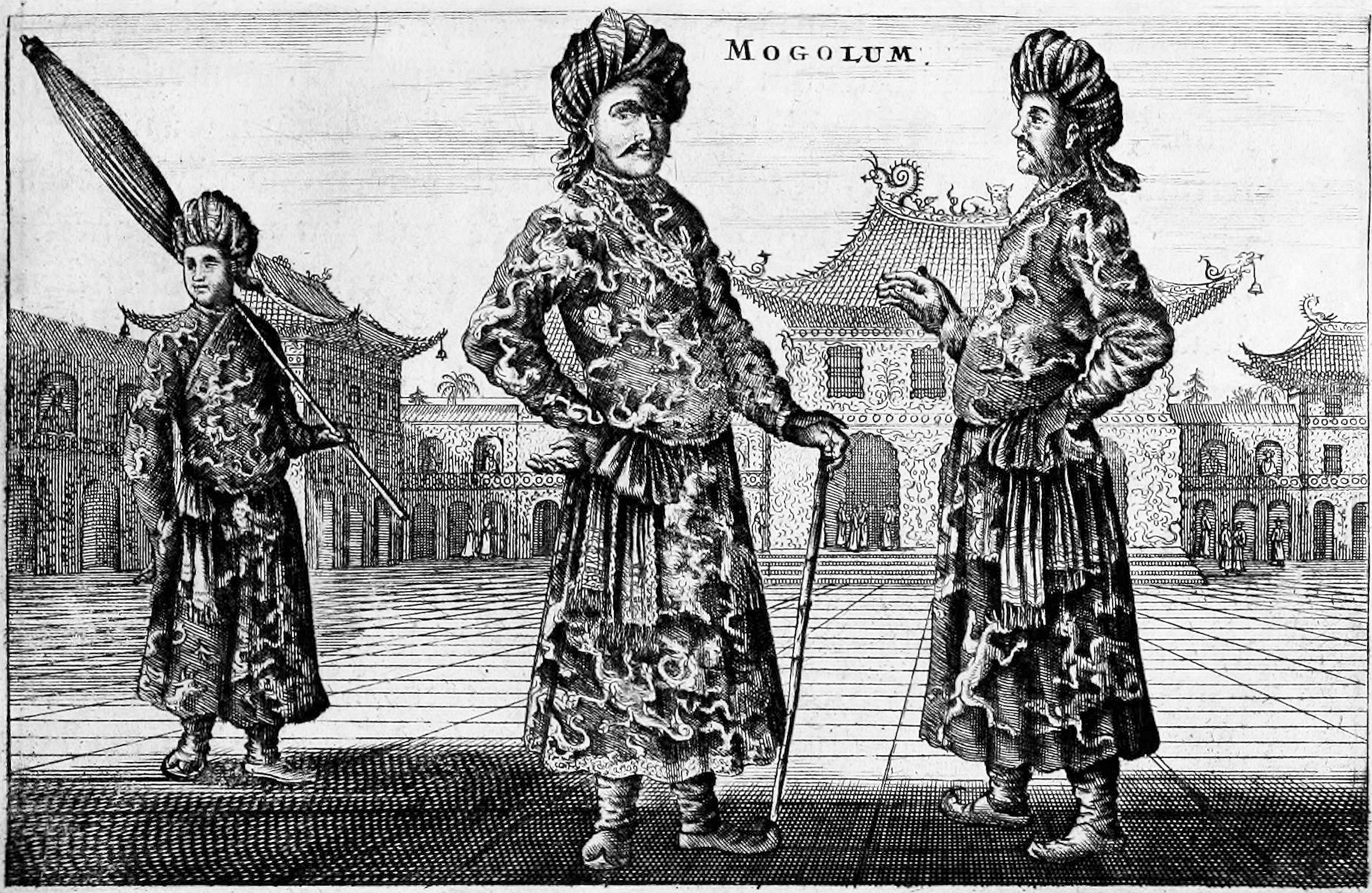
顺治年间北京的荷兰游客于1656年描绘的“莫卧儿使团”（一位统治中亚吐鲁番的蒙兀儿王公派遣的使者）。

1646年，博洛率清军进入福州，发现来自琉球国和安南的使节和马尼拉的西班牙人。这些朝贡使团前来拜见已倒台的南明隆武皇帝朱聿键，而后者此时已被押送至京，最终，这些使者听从清廷命令辞归。最后残存的南明抵抗势力从与安南接壤的云南撤离后，琉球王尚质于1649年首次向清朝派出朝贡使团，暹罗和安南分别于1652年和1661年向清朝派遣朝贡使团。
同于1646年，统治吐鲁番的一名蒙兀儿王公苏丹阿不都拉哈·哈吉汗派遣一支使团，请求恢复因明亡而中断的与华贸易。使节团虽未受邀请便来到中国，但清朝准其请求，允许其在北京和兰州进行朝贡贸易。但该协议因1646年一场席卷中国西北的穆斯林起义（参见前文“一统中原”末段）而中断。清朝与资助反政府武装的哈密和吐鲁番的朝贡贸易最终于1656年恢复。不过在1655年，清廷宣布来自吐鲁番的朝贡使节每五年才能接受一次回赐。

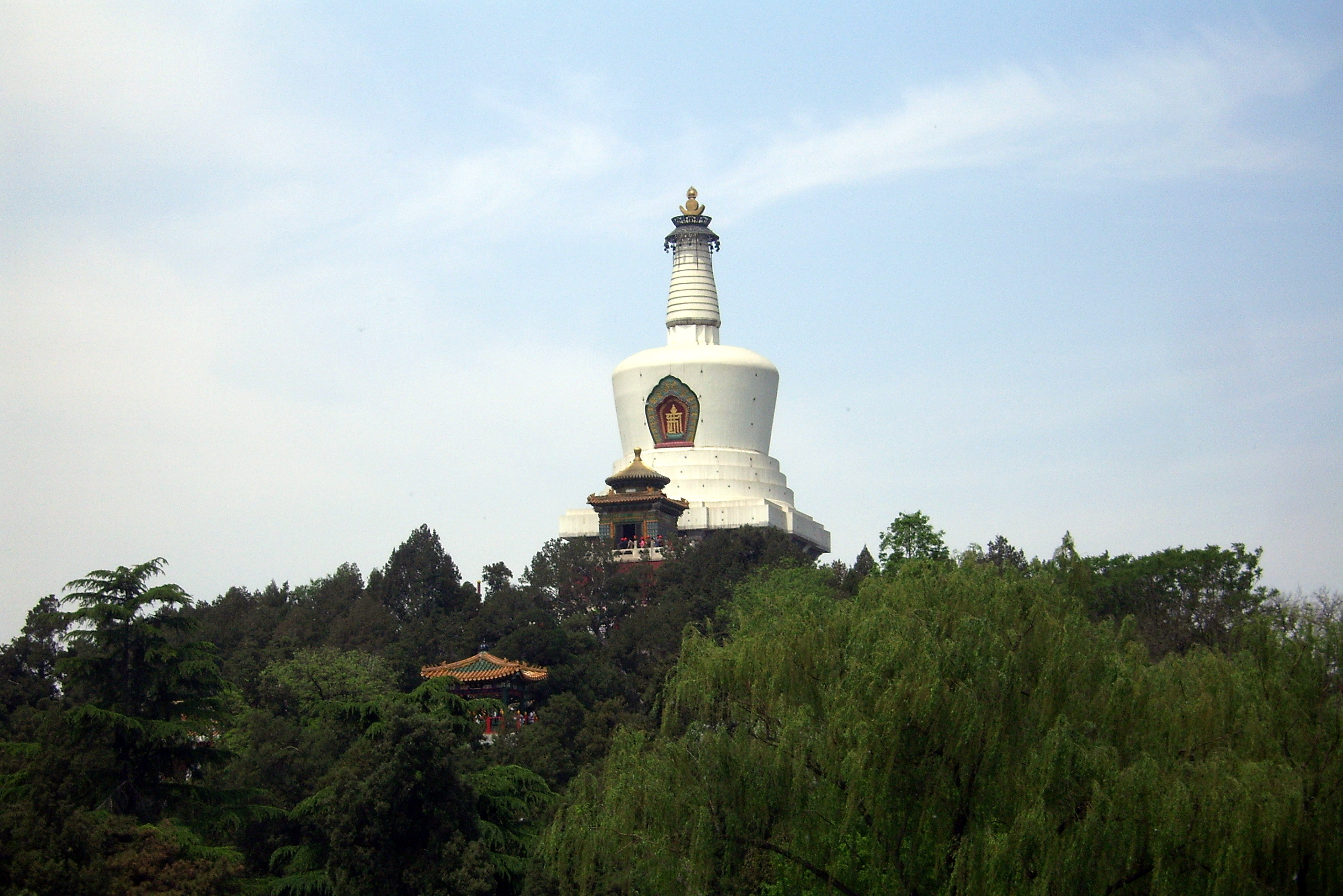
福临为藏传佛教而下令建造的白塔，看似自树林中生长出来。今坐落于北京北海公园。

1651年，小皇帝邀请藏传佛教格鲁派领袖第五世达赖喇嘛访问北京，后者不久以前在蒙古和硕特部首领顾实汗的军事帮助下，成为西藏的宗教统治者和世俗统治者。尽管满洲对藏传佛教的支持和保护至少始于努尔哈赤治下的1621年，但此次邀请背后仍有政治原因。即西藏正在成为清朝西部一个强大的政治实体，达赖喇嘛对蒙古部落具有影响力，而其中一些蒙古部落并未屈从于清朝。为了迎接这位“活佛”的到来，福临下令在紫禁城西北边北海琼华岛的昆仑山上建造了一座白塔，其位置就在以前薛禅皇帝宫殿的遗址上。经过多次邀请和外交往来，西藏领袖拿定主意，接受会见大清皇帝，1653年1月14日，达赖喇嘛抵达北京。达赖喇嘛日后将此行访问的场面雕刻在拉萨的布达拉宫，后者于1645年开始建造。

### 个性和人际关系

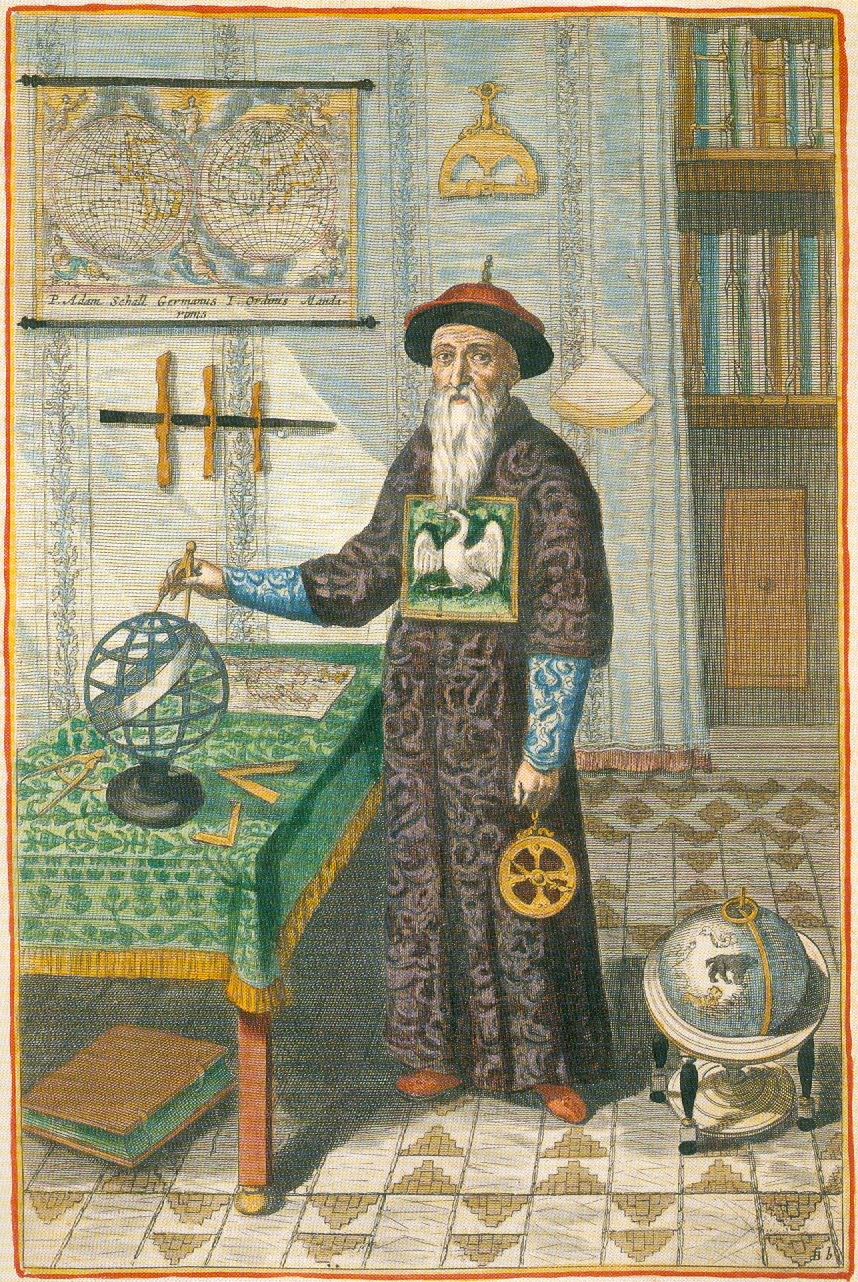
耶稣会传教士汤若望被福临亲切的称为“马发”（mafa，满语意为爷爷）。

順治帝于1651年亲政后，他的母亲昭圣慈寿皇太后安排儿子娶她的侄女额尔德尼布木巴，但福临废黜第一任皇后。次年，昭圣慈寿皇太后另为儿子安排了一场同蒙古科尔沁部的婚姻，这次她将自己的侄孙女阿拉坦琪琪格嫁给福临。
順治帝是位开明的皇帝，不仅在天文学和科技问题上，而且在处理国事和宗教问题时都向一位来自神圣罗马帝国科隆選侯國的日耳曼耶稣会教士汤若望请教。1644年末，多尔衮为制定一部尽可能精确的新历法而任用汤若望，因为他的日蚀预报比那些清廷天文学家的预报更精确。多尔衮死后，汤若望同小皇帝建立了私人友谊，福临用满语称他为“爷爷”。在他们关系最亲密的1656年和1657年，福临常常驾临他的府中，和他交谈到深夜。他被免除叩头礼，在北京获得建造教堂的土地，甚至被允许收养一个儿子（因为福临担心汤若望没有继承人），但自1657年以后，福临开始崇信佛教禅宗，汤若望试图使清帝信仰基督宗教的努力最终未能成功。
順治帝亲政后，发愤学习，熟练地掌握了汉语，能够欣赏中国艺术如书法和戏曲。反清知识分子顾炎武和万寿祺的一位密友归庄所作《万古愁曲》是福临最喜欢的文章之一。福临“极富感情，重情钟情，至其极处”，他还能成段的引用背诵援引《西厢记》。

### 清朝与中国的概念
清朝皇帝自順治帝开始以「中國」自居，並且在對外条约和外交文件中称清朝为“中国”。西藏方面也从顺治年间开始将对中国皇帝的敬称「文殊皇帝」用于清朝历代皇帝。

## 驾崩
天花在明、清兩代已經流行。满族人对天花病毒没有免疫，一旦感染天花，几乎只能等死，所以他们对天花的恐惧甚于其他任何疾病。1622年，他们建立一个机构，用于研究天花病例，隔离患者避免传染。在天花流行之时，皇室成员为保护自己免受感染，定期进入避痘所。福临之所以感染如此可怕的疾病，是因为他年轻，而且居住于附近有传染源的大城市。顺治年间，京师周边至少有九次天花瘟疫爆发，每次爆发，都迫使福临搬到保护区。保护区为北京南部的狩猎场南苑，此前多尔衮已于17世纪40年代在那里建立一所避痘所。尽管有这样的预防措施——例如规定迫使感染天花的汉族居民搬出城市——但順治最終仍死於天花。
1661年1月31日，順治帝發病。2月4日，順治帝病重，急召礼部侍郎兼翰林院掌院学士王熙和原内阁学士麻勒吉，口述遗诏，將皇三子玄烨立爲皇太子。玄燁曾經感染天花並幸存，已對天花免疫。
1661年2月5日（順治十八年正月初七），順治帝駕崩於养心殿，得年二十三岁。兩年後，康熙二年（1663年）2月，玄烨生母慈和皇太后也不幸病逝，年僅二十四歲。
由于朝廷没有明确宣布順治帝的死因，很快便流言四起。坊间传言福临其实未死，而是因为对爱妃董鄂妃之死过于悲痛或是四位获任为辅政大臣的满洲贵族发动了政变，他退位隐居佛教寺院，匿名为僧。因为順治帝于17世纪50年代成了汉传佛教禅宗的狂热追随者，甚至让僧人进入皇宫，这些流言似乎不那么令人难以置信。中国现代历史学家认为福临出家之谜是清初三大疑案之一。但一位僧人记录说1661年2月初皇帝因感染天花而健康严重受损，而在皇帝的葬礼上有一名妃子和一名侍卫为其殉葬，由此来看福临之死应该並非假象。
福临的遗体被安放在紫禁城，受到为时27天的哀悼。1661年3月3日，一支规模宏大的行进列队将福临的遗体运送至景山（紫禁城北部的一个小丘），之后大量贵重物品在葬礼上被烧掉。距离葬礼仅两年后的1663年，福临的遗体被运到他最后的安息之地。与当时的满洲习俗相同，福临的遗体在火化后安葬。他的骨灰安葬在北京东北方的昌瑞山，后来通常称为清东陵。他的陵墓孝陵是建在那里的第一座陵墓。

## 家族

### 先祖
| \| \| \| \| \| \| \| \| \| \| \| \| \| \| \| \| \| \| \| \| 高祖父：（追尊）景祖翼皇帝觉昌安 \| \| \| \| \| \| \| \| \| \| \| \| \| \| \| \| \| \| \| \| \| \| \| \| \| \| \| \| \| \| \| \| \| \| \| \| \| \| \| \| \| \| \| \| \| \| \| \| \| \| \| \| \| \| 曾祖父：（追尊）显祖宣皇帝塔克世 \| \| \| \| \| \| \| \| \| \| \| \| \| \| \| \| \| \| \| \| \| \| \| \| \| \| \| \| \| \| \| \| \| \| \| \| \| \| \| \| \| \| \| \| \| \| \| \| \| \| \| \| \| \| 高祖母：（追尊）翼皇后 \| \| \| \| \| \| \| \| \| \| \| \| \| \| \| \| \| \| \| \| \| \| \| \| \| \| \| \| \| \| \| \| \| \| \| \| \| \| \| \| \| \| \| \| \| \| \| \| \| \| \| \| \| \| 祖父：（追尊）太祖高皇帝努爾哈赤 \| \| \| \| \| \| \| \| \| \| \| \| \| \| \| \| \| \| \| \| \| \| \| \| \| \| \| \| \| \| \| \| \| \| \| \| \| \| \| \| \| \| \| \| \| \| \| \| \| \| \| \| \| \| 外高祖父：都督阿古 \| \| \| \| \| \| \| \| \| \| \| \| \| \| \| \| \| \| \| \| \| \| \| \| \| \| \| \| \| \| \| \| \| \| \| \| \| \| \| \| \| \| \| \| \| \| \| \| \| \| \| \| \| \| 曾祖母：（追尊）宣皇后额穆齐 \| \| \| \| \| \| \| \| \| \| \| \| \| \| \| \| \| \| \| \| \| \| \| \| \| \| \| \| \| \| \| \| \| \| \| \| \| \| \| \| \| \| \| \| \| \| \| \| \| \| \| \| \| \| 父：太宗文皇帝皇太極 \| \| \| \| \| \| \| \| \| \| \| \| \| \| \| \| \| \| \| \| \| \| \| \| \| \| \| \| \| \| \| \| \| \| \| \| \| \| \| \| \| \| \| \| \| \| \| \| \| \| \| \| \| \| 外高祖父：叶赫部台坦柱 \| \| \| \| \| \| \| \| \| \| \| \| \| \| \| \| \| \| \| \| \| \| \| \| \| \| \| \| \| \| \| \| \| \| \| \| \| \| \| \| \| \| \| \| \| \| \| \| \| \| \| \| \| \| 外曾祖父：叶赫部贝勒扬吉努 \| \| \| \| \| \| \| \| \| \| \| \| \| \| \| \| \| \| \| \| \| \| \| \| \| \| \| \| \| \| \| \| \| \| \| \| \| \| \| \| \| \| \| \| \| \| \| \| \| \| \| \| \| \| 祖母：（追尊）孝慈高皇后孟古哲哲 \| \| \| \| \| \| \| \| \| \| \| \| \| \| \| \| \| \| \| \| \| \| \| \| \| \| \| \| \| \| \| \| \| \| \| \| \| \| \| \| \| \| \| \| \| \| \| \| \| \| \| \| \| \| 外曾祖母：叶赫国岳母 \| \| \| \| \| \| \| \| \| \| \| \| \| \| \| \| \| \| \| \| \| \| \| \| \| \| \| \| \| \| \| \| \| \| \| \| \| \| \| \| \| \| \| \| \| \| \| \| \| \| \| \| \| \| 世祖章皇帝福临 \| \| \| \| \| \| \| \| \| \| \| \| \| \| \| \| \| \| \| \| \| \| \| \| \| \| \| \| \| \| \| \| \| \| \| \| \| \| \| \| \| \| \| \| \| \| \| \| \| \| \| \| \| \| 外高祖父：科尔沁部贝勒纳穆塞 \| \| \| \| \| \| \| \| \| \| \| \| \| \| \| \| \| \| \| \| \| \| \| \| \| \| \| \| \| \| \| \| \| \| \| \| \| \| \| \| \| \| \| \| \| \| \| \| \| \| \| \| \| \| 外曾祖父：科尔沁部福亲王莽古斯 \| \| \| \| \| \| \| \| \| \| \| \| \| \| \| \| \| \| \| \| \| \| \| \| \| \| \| \| \| \| \| \| \| \| \| \| \| \| \| \| \| \| \| \| \| \| \| \| \| \| \| \| \| \| 外祖父：科尔沁部忠亲王寨桑 \| \| \| \| \| \| \| \| \| \| \| \| \| \| \| \| \| \| \| \| \| \| \| \| \| \| \| \| \| \| \| \| \| \| \| \| \| \| \| \| \| \| \| \| \| \| \| \| \| \| \| \| \| \| 母：孝莊文皇后布木布泰 \| \| \| \| \| \| \| \| \| \| \| \| \| \| \| \| \| \| \| \| \| \| \| \| \| \| \| \| \| \| \| \| \| \| \| \| \| \| \| \| \| \| \| \| \| \| \| \| \| \| \| \| \| \| 外祖母：忠亲王贤妃博禮 \| \| \| \| \| \| \| \| \| \| \| \| \| \| \| \| \| \| \| \| \| \| \| \| \| \| \| \| \| \| \| \| \| \| \| \| \| \| \| \| \| \| \| \| \| \| \| \| \| \| \| \| |                                  |  |  |  |  |  |  |  |  |  |  |  |  |  |  |  |
| |                                  |  |  |  |  |  |  |  |  |  |  |  |  |  |  |  |
| | 高祖父：（追尊）景祖翼皇帝觉昌安 |  |  |  |  |  |  |  |  |  |  |  |  |  |  |  |
| |                                  |  |  |  |  |  |  |  |  |  |  |  |  |  |  |  |
| |                                  |  |  |  |  |  |  |  |  |  |  |  |  |  |  |  |
| | 曾祖父：（追尊）显祖宣皇帝塔克世 |  |  |  |  |  |  |  |  |  |  |  |  |  |  |  |
| |                                  |  |  |  |  |  |  |  |  |  |  |  |  |  |  |  |
| |                                  |  |  |  |  |  |  |  |  |  |  |  |  |  |  |  |
| | 高祖母：（追尊）翼皇后           |  |  |  |  |  |  |  |  |  |  |  |  |  |  |  |
| |                                  |  |  |  |  |  |  |  |  |  |  |  |  |  |  |  |
| |                                  |  |  |  |  |  |  |  |  |  |  |  |  |  |  |  |
| | 祖父：（追尊）太祖高皇帝努爾哈赤 |  |  |  |  |  |  |  |  |  |  |  |  |  |  |  |
| |                                  |  |  |  |  |  |  |  |  |  |  |  |  |  |  |  |
| |                                  |  |  |  |  |  |  |  |  |  |  |  |  |  |  |  |
| | 外高祖父：都督阿古               |  |  |  |  |  |  |  |  |  |  |  |  |  |  |  |
| |                                  |  |  |  |  |  |  |  |  |  |  |  |  |  |  |  |
| |                                  |  |  |  |  |  |  |  |  |  |  |  |  |  |  |  |
| | 曾祖母：（追尊）宣皇后额穆齐     |  |  |  |  |  |  |  |  |  |  |  |  |  |  |  |
| |                                  |  |  |  |  |  |  |  |  |  |  |  |  |  |  |  |
| |                                  |  |  |  |  |  |  |  |  |  |  |  |  |  |  |  |
| | 父：太宗文皇帝皇太極             |  |  |  |  |  |  |  |  |  |  |  |  |  |  |  |
| |                                  |  |  |  |  |  |  |  |  |  |  |  |  |  |  |  |
| |                                  |  |  |  |  |  |  |  |  |  |  |  |  |  |  |  |
| | 外高祖父：叶赫部台坦柱           |  |  |  |  |  |  |  |  |  |  |  |  |  |  |  |
| |                                  |  |  |  |  |  |  |  |  |  |  |  |  |  |  |  |
| |                                  |  |  |  |  |  |  |  |  |  |  |  |  |  |  |  |
| | 外曾祖父：叶赫部贝勒扬吉努       |  |  |  |  |  |  |  |  |  |  |  |  |  |  |  |
| |                                  |  |  |  |  |  |  |  |  |  |  |  |  |  |  |  |
| |                                  |  |  |  |  |  |  |  |  |  |  |  |  |  |  |  |
| | 祖母：（追尊）孝慈高皇后孟古哲哲 |  |  |  |  |  |  |  |  |  |  |  |  |  |  |  |
| |                                  |  |  |  |  |  |  |  |  |  |  |  |  |  |  |  |
| |                                  |  |  |  |  |  |  |  |  |  |  |  |  |  |  |  |
| | 外曾祖母：叶赫国岳母             |  |  |  |  |  |  |  |  |  |  |  |  |  |  |  |
| |                                  |  |  |  |  |  |  |  |  |  |  |  |  |  |  |  |
| |                                  |  |  |  |  |  |  |  |  |  |  |  |  |  |  |  |
| | 世祖章皇帝福临                   |  |  |  |  |  |  |  |  |  |  |  |  |  |  |  |
| |                                  |  |  |  |  |  |  |  |  |  |  |  |  |  |  |  |
| |                                  |  |  |  |  |  |  |  |  |  |  |  |  |  |  |  |
| | 外高祖父：科尔沁部贝勒纳穆塞     |  |  |  |  |  |  |  |  |  |  |  |  |  |  |  |
| |                                  |  |  |  |  |  |  |  |  |  |  |  |  |  |  |  |
| |                                  |  |  |  |  |  |  |  |  |  |  |  |  |  |  |  |
| | 外曾祖父：科尔沁部福亲王莽古斯   |  |  |  |  |  |  |  |  |  |  |  |  |  |  |  |
| |                                  |  |  |  |  |  |  |  |  |  |  |  |  |  |  |  |
| |                                  |  |  |  |  |  |  |  |  |  |  |  |  |  |  |  |
| | 外祖父：科尔沁部忠亲王寨桑       |  |  |  |  |  |  |  |  |  |  |  |  |  |  |  |
| |                                  |  |  |  |  |  |  |  |  |  |  |  |  |  |  |  |
| |                                  |  |  |  |  |  |  |  |  |  |  |  |  |  |  |  |
| | 母：孝莊文皇后布木布泰           |  |  |  |  |  |  |  |  |  |  |  |  |  |  |  |
| |                                  |  |  |  |  |  |  |  |  |  |  |  |  |  |  |  |
| |                                  |  |  |  |  |  |  |  |  |  |  |  |  |  |  |  |
| | 外祖母：忠亲王贤妃博禮           |  |  |  |  |  |  |  |  |  |  |  |  |  |  |  |
| |                                  |  |  |  |  |  |  |  |  |  |  |  |  |  |  |  |
| |                                  |  |  |  |  |  |  |  |  |  |  |  |  |  |  |  |

福临生在满清皇室爱新觉罗家族。
- 父亲皇太极（1592－1643），大清开国皇帝，福临为皇太极第九子[111]。
- 母亲布木布泰（1613－1688），博尔济吉特氏，科尔沁部贝勒寨桑之女；1636年至1651年的封号为“永福宫庄妃”，她在儿子亲政后尊为皇太后，后世习慣称她为孝庄文皇后或孝庄太后[112]。

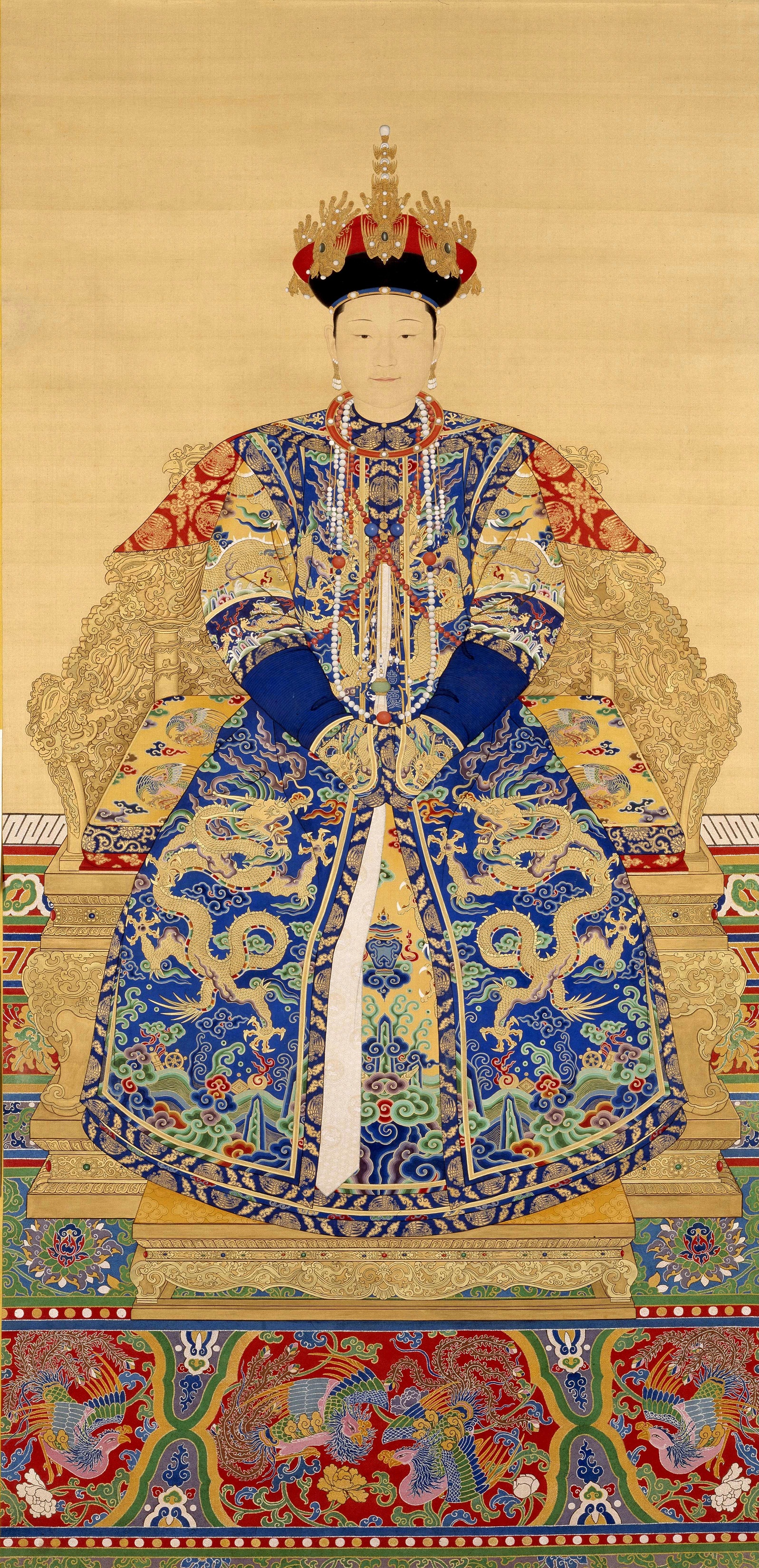
孝庄文皇后的侄孙女孝惠章皇后在1654成为清世祖第二任皇后。

- 祖父努爾哈赤（1559－1626），清朝实际建立者，后世尊为太祖高皇帝[110]。
- 祖母孟古哲哲（1575－1603），叶赫那拉氏，叶赫部贝勒扬吉努之女；努尔哈赤之中宫大福晋；后世尊为孝慈高皇后[113]。

### 妃
尽管宗人府撰写的爱新觉罗族谱中记载的福临后妃仅有十九位，但埋葬记录显示福临的后妃至少有三十二名。有十一名后妃为福临生育，福临在位时的两任皇后皆为福临母亲昭圣慈寿皇太后的堂亲。1644年清朝入主中原后，逐渐以后妃的封号和姓氏称呼她们。

#### 皇
- 废后额尔德尼布木巴，博尔济吉特氏，科尔沁卓礼克图亲王吴克善女，孝庄文皇后侄女[116][117]。1651年9月27日，册为皇后。1653年9月27日降后为静妃[118][119][120][80]。
- 第二任皇后孝惠章皇后（1641年11月5日－1718年1月7日），博尔济吉特氏，科尔沁贝勒绰尔济女，孝庄文皇后侄孙女，静妃堂侄女[117][121]。1654年6月7日聘为福晋，7月19日，册为皇后[80]。1661年玄烨即位，尊为皇太后，居慈仁宫，1662年11月14日上徽号仁宪皇太后[122][123][124][125]。
- 孝康章皇后（1638年－1663年3月20日），佟氏，都统佟图赖和妻子觉罗氏之女，“尼堪”——满洲对“汉人”的称呼——佟氏本为女真佟佳氏，其族先世曾数代居于大明辽宁抚顺，同汉民共同生活，因受汉俗影响较深，满洲视其为汉人，未将之编入满洲八旗，而是编入汉军八旗[126]。儿子玄烨1661年即位后尊为皇太后，1662年11月14日上徽号慈和皇太后。后世习以孝康章皇后称呼她[124][127][128]。日后，孝康章皇后之弟佟国纲上奏清政府，欲归入满军旗，1688年佟图赖这一支佟氏复为佟佳氏，自此被视为满洲人[129]。
- 孝献端敬皇后（1639年－1660年9月23日），董氏，内大臣鄂硕女，1656年10月12日拟立为贤妃，11月15日册立为贤妃并拟立为皇贵妃，1657年1月20日册立为皇贵妃[130][131][132]。

#### 妃
- 悼妃，博尔济吉特氏，科尔沁连尔罕亲王满珠习礼之女，孝惠章皇后之堂姑，年齡幼小待年宫中，未行册封，1658年4月17日卒。1658年5月5日福临追封其謚號為悼妃[133][134][135][136]。
- 贞妃，董鄂氏，一等阿达哈哈番巴度之女，孝献皇后堂姐妹。1661年2月5日，在福临死后为他殉葬。康熙帝登位後，1661年3月12日即追封其为皇考贞妃[137][138][139]。
- 恪妃，石氏，吏部左侍郎滦州人石申和妻子赵淑人之女，福临当初考察古代制度，选汉官的女儿充塞后宫，册为福晋，赐石氏居永寿宫，冠服准许用汉式。1668年1月13日，石氏去世。1月15日，康熙帝追封其为皇考恪妃。[140][141][142][143]
- 恭靖妃，博尔济吉特氏，浩齐特多罗鄂尔特尼郡王博罗特之女，刚入宫时册为福晋，是为阿格福晋；1674年1月10日尊徽號为皇考恭靖妃。1689年5月20日薨。[144][145]。
- 淑惠妃，博尔济吉特氏，科尔沁贝勒绰尔济之女，孝惠章皇后之妹。1654年6月7日聘为福晋，是为博翁阔福晋，1674年1月10日尊徽號为皇考淑惠妃。1713年12月17日卒，享年七十余。[146][147][122][145]。
- 端順妃，博尔济吉特氏，阿霸垓郡王多尔济之孙女、一等台吉布达希布之女，刚入宫时封为福晋，是为恩绰福晋，1674年1月10日尊徽號为皇考端顺妃。1709年8月1日去世。[148][145]。
- 寧悫妃，董鄂氏，长史喀济海之女，何和礼曾孙女，刚入宫时册为格格，生皇次子福全，1674年1月10日尊徽號为皇考宁悫妃。1694年8月11日薨[149][145]。

#### 福晋
- 塞母肯额捏福晋，穆克图氏，父亲云骑尉伍喀，生皇八子永幹[150][151]。
- 笔什赫额捏福晋，即庶妃巴氏，生皇长子牛钮、皇三女、皇五女[152]。
- 唐福晋，即庶妃唐氏，名绥赫，生皇六子奇授[153]。
- 牛福晋，即庶妃钮氏，生皇七子纯亲王隆禧[154]。

#### 格格
孝东陵内葬有十七位格格，分别为京及格格、捏及呢格格、赛宝格格、迈及呢格格、厄音珠格格、额伦珠格格、梅格格、兰格格、明珠格格、芦耶格格、布三珠格格、阿母巴偏五格格、阿幾格偏五格格、丹姐格格、秋格格、瑞格格和朱乃格格。她們的生平事跡基本上沒有被記錄，目前僅知阿母巴偏五格格為大费扬古格格，阿几格偏五格格則作小费扬古格格。目前已知太皇太后在康熙元年将已故费扬古格格从娘家带来的女子还给她的娘家，上三旗包衣女子則给予阿哥額捏福晋，即後來的恭靖妃使喚。以下四位庶妃包括在十七位格格之内：
- 庶妃杨氏，生皇次女[156]。
- 庶妃乌苏氏，生皇四女[157]。
- 庶妃纳喇氏，生皇六女[158]。
- 庶妃陳氏，生皇长女、皇五子恭亲王常颖[159]。

另外, 康熙元年时, 乾清宫内有四位格格，即阿吉根格格、察尔禅格格、伊莱格格和丹姐格格。除了丹姐格格奉安孝东陵，阿吉根格格，察尔禅格格和伊莱格格三位格格因何被逐出宫廷，何时开始被圈禁，是否奉安孝东陵等问题仍然不详，有待进一步发掘档案。

### 子女
福临的妻妾共为其生育了十四个子女，但只有四子（福全、玄烨、常颖、隆禧）一女（和硕恭懿长公主）活到婚龄。和之后的清朝皇帝不同，除了玄烨外，其他七个儿子都以满语命名。

#### 子
- 牛钮（1651年12月13日－1652年3月9日）。笔什赫额捏福晋出[152]。
- 福全（1653年9月8日－1703年8月10日）。宁悫妃董鄂氏出。1667年2月6日恩封和硕裕亲王；谥号为宪[162][163]。
- 玄烨（1654年5月4日－1722年12月20日），即康熙帝。孝康章皇后佟氏出[164][165]。
- 皇四子（1657年11月12日－1658年2月25日），命名前夭折。孝献皇后董鄂氏出。死后追封和硕荣亲王[166][167]。
- 常颖（1657年12月8日－1703年7月20日）。庶妃陈氏出。1671年3月1日恩封和硕恭亲王[168][159]。
- 奇授（1660年1月3日－1665年12月12日）。唐福晋绥赫出[153]。
- 隆禧（1660年5月30日－1679年8月20日）。牛福晋出。1674年2月2日恩封和硕纯亲王；谥号为靖[169][154]。死后独子富尔祜伦袭爵，又一年后身故无子，纯亲王绝嗣，封爵废除[109]。
- 永幹（1661年1月23日－1668年1月15日）。塞母肯额捏福晋穆克图氏出[151]。

#### 女
清廷在1644年入关之前，相关资料会记录满洲女性的名字，但在1644年后这些女性人名逐渐“在玉牒和档案材料中消失了。”六名皇女的闺名在一份康熙年间为修纂玉牒而记述福临子女生卒年的档案中被记录了下来，其中皇三女与同母兄牛钮同名。与其她贵族女性类似，日后相关资料会用皇女获得的头衔（公主）称呼她们。尽管福临的六个女儿中有五个幼年夭折，但她们在《爱新觉罗宗谱》上都有记载。
- 皇长女（1652年4月22日－1653年11月22日至12月19日之间）。庶妃陈氏出[170]。
- 皇二女（1654年1月19日－1685年11月26日）。庶妃杨氏出，初封和硕公主，康熙年间晋封和硕恭悫长公主。1667年2月23日至3月23日之间下嫁瓜尔佳氏的纳尔杜（1676年死）[171][156][172]。
- 皇三女 牛钮（1654年1月30日－1658年4月3日至5月1日之间）。笔什赫额捏福晋出[173]。
- 皇四女（1655年1月9日－1662年1月20日至2月17日之间）。庶妃乌苏氏出[157]。
- 皇五女（1655年2月6日－1661年1月1日至29日之间）。笔什赫额捏福晋出[174]。
- 皇六女（1657年11月11日－1662年3月1日至3月29日之间）。庶妃纳喇氏出[158]。

#### 养女
福临的三名养女均为满清皇室成员的次女，和顺、柔嘉、端敏分别为三人的封号，而非名字。
- 和硕和顺公主（1648年10月8日－1692年1月25日），皇太极第五子、福临异母兄硕塞次女。1660年7月7日至8月5日之间下嫁尚可喜之子尚之隆[175][176]。
- 和硕柔嘉公主（1652年6月11日－1673年8月23日），努尔哈赤第七子阿巴泰第四子岳乐次女，孝惠章皇后的外甥女。1663年11月30日至12月28日之间下嫁耿仲明孙耿聚忠[177][178]。
- 固伦端敏公主（1653年8月5日－1729年6月14日），济尔哈朗次子济度次女。1670年10月14日至11月12日之间下嫁博尔济吉特氏班第[179]。

## 影视形象
| 演員           | 作品                          |
| 舒适           | 《董小宛》（1940年）          |
| 黄鹤声         | 《董小宛》（1950年）          |
| 曹炎           | 《董小宛》（1963年）          |
| 赵雷           | 《深宫怨》（1964年）          |
| 艾迪           | 《武侠董小宛》（1974年）      |
| 李青山         | 《滿清十三皇朝》（1987年）    |
| 刘威廉         | 《传国密诏》（1988年）        |
| 黄河           | 《莊妃軼事》（1989年）        |
| 孫 鵬（少年）  | 《一代皇后大玉兒》（1992年）  |
| 姜冠群（成年） | 《一代皇后大玉兒》（1992年）  |
| 林智洋         | 《再世情缘》（1992年）        |
| 杨丽花         | 《顺治与康熙》（1993年）      |
| 林立洋         | 《新月格格》（1994年）        |
| 温兆伦         | 《康熙情锁金殿》（1997年）    |
| 張復建         | 《施公奇案》（1997年）        |
| 张国强         | 《鹿鼎记》（1998年）          |
| 张亚坤         | 《桃花扇传奇》（2000年）      |
| 朱泳腾（少年） | 《格格要出嫁》（2001年）      |
| 薛斌（成年）   | 《格格要出嫁》（2001年）      |
| 王千友         | 《京城大状师》（2001年）      |
| 刘钧           | 《康熙王朝》（2001年）        |
| 朱雨辰         | 《至尊食王》（2002年）        |
| 姬晨牧         | 《魂断秦淮》（2002年）        |
| 邓超           | 《少年天子》（2003年）        |
| 王培文         | 《孝庄秘史》（2003年）        |
| 陈韦辰         | 《孝庄秘史》（2003年）        |
| 严琨           | 《孝庄秘史》（2003年）        |
| 赵岭           | 《少年康熙》（2004年）        |
| 方容           | 《明末風雲》（2005年）        |
| 张铁林         | 《宋莲生坐堂》（2005年）      |
| 唐以诺         | 《大清風雲》（2006年）        |
| 是安           | 《风流戏王》（2006年）        |
| 岳躍利         | 《青天衙门》（2007年）        |
| 李成儒         | 《鹿鼎记》（2008年）          |
| 陈锦鸿         | 《紫禁惊雷》（2011年）        |
| 吴俊余         | 《山河戀·美人無淚》（2012年） |
| 刘德凯         | 《鹿鼎记》（2014年）          |
| 高基才         | 《大玉兒傳奇》（2015年）      |
| 高云翔         | 《多情江山》（2015年）        |
| 赵东泽         | 《长安诺》（2020年）          |

### 引用
1. ↑  《清太祖章皇帝實錄》卷一百四十四
2. ↑  满语意思是“天命、秉受（名词）”。（《满汉大辞典》，安双成编，辽宁民族出版社1993年出版，1065页）
3. ↑  马建农. . 中国社会科学出版社. : 30.
4. ↑  . 爱思想.   [2024-05-23]. （原始内容存档于2024-05-24）.
5. ↑  黄兴涛. . 2023: 17. ISBN 9787571118556.
6. ↑  禤浩榮. . 天道書樓有限公司. 2011: 179. ISBN 9789889949167.
7. ↑  Huang, Fuhua. . Taylor & Francis. 2018: 308. ISBN 9781317239932.
8. ↑  楊珍.順治朝滿文檔案札記，滿語研究，2015年第1期，P36-39
9. ↑  Oxnam 1975（第38页）、Wakeman 1985（第297页）和宫宝利 2010（第51页）中的皇太极的死亡日期均为9月21日（崇德八年八月初九）。Dennerline 2002（第74页）给出的日期是9月8日。
10. ↑  Rawski 1998，第98頁。
11. ↑  Rawski 1998，第99頁（关于白旗和黄旗）；Dennerline 2002，第79頁（宗室亲王年龄及其所掌旗表）。
12. ↑  Dennerline 2002，第77頁（召开决定皇位继承人的会议）；Hucker 1985，第266頁（议政王大臣会议是“清朝前期最具影响力的决策机构”）；Bartlett 1991，第1頁（军机处在18世纪20年代至30年代权力上升，隐然执政之府矣）。
13. 1 2  Dennerline 2002，第78頁。
14. ↑  Fang 1943a，第255頁。
15. ↑  Wakeman 1985，第299頁。
16. ↑  Wakeman 1985，第300頁，注释231。
17. ↑  Dennerline 2002，第79頁。
18. ↑  Roth Li 2002，第71頁。
19. ↑  Mote 1999，第809頁。
20. ↑  Wakeman 1985，第304頁；Dennerline 2002，第81頁。
21. ↑  Wakeman 1985，第290頁。
22. ↑  Wakeman 1985，第304頁。
23. ↑  Wakeman 1985，第308頁。
24. ↑  Wakeman 1985，第311–12頁。
25. ↑  Wakeman 1985，第313頁；Mote 1999，第817頁。
26. ↑  . 故宫博物院.
27. ↑  Wakeman 1985，第857頁
28. ↑  Wakeman 1985，第858頁。
29. ↑  姚安. . 北京出版社. : 155. ISBN 9787200138863.
30. ↑  大清世祖章皇帝實錄/卷009
31. ↑  李凡生. . 羅達文創. : 36. ISBN 9789570710205.
32. ↑  2006. . 中国人民大学书报资料社. : 42.
33. ↑  Wakeman 1985，第858页和第860页（“根据起草制诰的人——可能是范文程——的说法，多尔衮的功劳甚至超过了可敬的周公。因为：叔父又帅领大军入山海关，破贼兵二十万，遂取燕京，抚定中夏。迎朕来京，膺受大宝......”）。
34. ↑  Wakeman 1985，第860–61页和第861页，注释31。
35. 1 2  Wakeman 1985，第861頁。
36. ↑  Oxnam 1975，第47頁（“激烈的派系斗争”“清初最激烈和最复杂的派系斗争”)；Wakeman 1985，第892–93页（多尔衮的死亡日期和死因）和第907页（1652—1655年就要经历第二次“清代制度改革高潮”）。
37. ↑  Oxnam 1975，第47–48頁。
38. ↑  Oxnam 1975，第47頁。
39. 1 2 3 4  Oxnam 1975，第48頁。
40. ↑  Elliott 2001，第79頁（满语；“皇帝的个人财产”)；Oxnam 1975，第48頁（济尔哈朗此举的时间和动机）。
41. ↑  《清世祖实录》卷五十三
42. ↑  Oxnam 1975，第49頁。
43. ↑  Dennerline 2002，第106頁。
44. ↑  Dennerline 2002，第107頁。
45. ↑  Dennerline 2002，第106頁（1651年罢免冯铨）；Wakeman 1985，第865–72頁（1645年肃清冯铨失败）。
46. ↑  Dennerline 2002，第107頁（“文人团体联盟”）；Wakeman 1985，第865頁。
47. ↑  Dennerline 2002，第108–9頁。
48. ↑  Dennerline 2002，第109頁。
49. ↑  Wakeman 1985，第958頁。
50. ↑  Wakeman 1985，第959–74頁（这些案例的详述）。
51. ↑  Wakeman 1985，第976页（1654年4月，宁完我) 第977–81页（对陈名夏罪名的长时间讨论）。
52. ↑  Wakeman 1985，第985–86頁。
53. ↑  宫宝利 2010，第295頁给出的时间为1657年11月30日。
54. ↑  Wakeman 1985，第1004頁，注释38。
55. ↑  Ho 1962，第191–92頁
56. ↑  Wakeman 1985，第1004–5頁。
57. ↑  Dennerline 2002，第109页（与陈名夏讨论的话题）和第112页（王熙）。
58. ↑  Mair 1985，第326頁（“梗概”）；Oxnam 1975，第115–16頁。
59. ↑  Dennerline 2002，第113頁。
60. ↑  Wakeman 1985，第931頁（“十三衙门”）；Rawski 1998，第163頁（“十三衙门”由满人监督）。
61. ↑  Dennerline 2002，第113頁；Oxnam 1975，第52–53頁。
62. ↑  Wakeman 1985，第931頁（起草诏令）；Oxnam 1975，第52頁。
63. ↑  Oxnam 1975，第52頁（通过他的官员孤立皇帝）；Kessler 1976，第27頁。
64. ↑  Wakeman 1985，第1016頁；Kessler 1976，第27頁；Oxnam 1975，第54頁。
65. ↑  Oxnam 1975，第52–53頁。
66. ↑  Kessler 1976，第27頁；Rawski 1998，第163頁（具体日期）。
67. ↑  1951年，意大利学者卢西亚诺·佩泰克（英语：Luciano Petech）首次猜测认为，这些使节来自吐鲁番，而非莫卧儿帝国（Petech 1951，第124–27頁，转引自Lach & van Kley 1994，插图315）。Kim 2008，第109頁较为详细地探讨了该大使。
68. 1 2 3  Wills 1984，第40頁。
69. ↑  王希隆. . 兰州大学学报(社会科学版). 2010.
70. ↑  Kim 2008，第109頁
71. ↑  Kim 2008，第109頁（“未经要求”；贸易区位）；Rossabi 1979，第190頁（旧进贡体系的制约）。
72. ↑  Rossabi 1979，第192頁。
73. ↑  Kim 2008，第111頁。
74. ↑  Rawski 1998，第250頁（宗教和世俗统治权统一）。
75. ↑  Rawski 1998，第251頁（满清保护藏传佛教之始）。
76. ↑  Zarrow 2004b，第187頁，注释5（邀请达赖喇嘛的政治原因）。
77. ↑  Wakeman 1985，第929頁，注释81（琼华岛和原薛禅汗宫殿）；Naquin 2000，第309頁（为喇嘛的访问做准备，“白塔”）。
78. ↑  西方学者似乎未能就达赖喇嘛访问日期达成一致：参见Wakeman 1985，第929頁，注释81（“1651年”）；Crossley 1999，第239頁（“1651年”）；Naquin 2000，第311页和473页（“1652年”）；Benard 2004，第134頁，注释23（“1652年”）；Zarrow 2004b，第187頁，注释5（“1652年至1653年之间”）；Rawski 1998，第252頁（“1653年”）；Berger 2003，第57頁。不过，《大清世祖章皇帝实录》清晰的表明，达赖喇嘛于顺治九年十二月十五日癸丑（1653年1月14日）到达北京，并于顺治十年二月二十日丁巳（1653年3月19日）离京。
79. ↑  Naquin 2000，第473頁；Chayet 2004，第40頁（布达拉宫开始施工日期）。
80. 1 2 3 4  Gates & Fang 1943，第300頁。
81. 1 2  Spence 1969，第19頁。
82. ↑  Oxnam 1975，第54頁；Wakeman 1985，第858頁，注释24。
83. ↑  Spence 1969，第19頁；Wakeman 1985，第929頁，注释82。
84. ↑  Spence 1969，第19頁（特权列表）；Fang 1943a，第258頁（皈依佛教的日期）。
85. ↑  周汝昌 1992，第14頁。
86. ↑  Wakeman 1984，第631頁，注释2。
87. ↑  周汝昌 1992，第13頁。
88. ↑  Zhao 2006，第7页。
89. ↑  . 臺北國立故宮博物院.   [2023-01-07]. （原始内容存档于2023-04-10）.
90. ↑  《太宗文皇帝實錄》崇德三年四月，諭之曰爾等可傳諭沈總兵，彼至時即當召見。因國中痘疫流行，伊適自南來，故不即見也。爾等當重加撫慰，設大宴宴之。
91. ↑  Perdue 2005，第47頁（“百分之七十到八十的感染者会死去”）；Chang 2002，第196頁（最令满族人恐惧的疾病）。
92. ↑  Chang 2002，第180頁。
93. 1 2  Chang 2002，第181頁。
94. ↑  《清史稿 志十五》順治元年，懷來大疫，龍門大疫，宣化大疫。九年，萬全大疫。十三年，西寧大疫。
95. ↑  Naquin 2000，第311頁（南苑被用为狩猎场所）；Chang 2002，第181页（爆发次数）和第192页（多尔衮在南苑建立避痘所）。
96. ↑  Naquin 2000，第296頁（规定迫使汉族居民迁出城市）。
97. ↑  先五日壬子，世祖章皇帝不豫。 . 维基文库.
98. ↑  丙辰，遂大漸。 . 维基文库.
99. ↑  Oxnam 1975，第205頁
100. ↑  耶稣会士李明在《中国现状》记载道：「康熙皇帝…脸也稍宽，有痘痕，前额宽大，鼻子和眼睛都很小。嘴美，颐和霭，动作温柔，容态举止都像是位君主，一见便引人注目」。还有一名耶稣会士白晋，他回到法国后，给国王路易十四有关清朝考察报告，对康熙皇帝的容貌描述：「他与其王位很称，而威武健壮，身体匀称比普通人要高，五官端正，两眼有神。鼻子有鹰钩状，脸上有天花留下的疤痕……」
101. ↑  Spence 2002，第125頁。
102. ↑  Fang 1943a，第258頁（皇帝1657年成为一名虔诚的佛教徒）；Dennerline 2002，第118頁（皇帝1659年献身于佛教；僧人在宫中生活）。
103. ↑  参见孟森，《清初三大疑案》（1935）。另两大疑案分别是孝庄文皇后下嫁多尔衮之谜和雍正帝胤禛篡夺其父康熙帝玄烨皇位之谜。
104. ↑  Oxnam 1975，第205頁（僧人的日记，援引自中国历史学家孟森的一项旧研究）；Spence 2002，第125頁（两名殉葬者）。
105. ↑  Standaert 2008，第73–74頁。
106. ↑  Standaert 2008，第75頁。
107. ↑  Elliott 2001，第477頁，注释122（列举几种研究和一手文献）。与此类似，皇太极和福临的两个皇后都在死后火葬（Elliott 2001，第264頁）。
108. 1 2 3  Fang 1943a，第258頁。
109. 1 2  Rawski 1998，第113頁。
110. ↑  Dennerline 2002，第75頁（早清爱新觉罗家族男性成员表及福临为皇太极第九子）。
111. ↑  Rawski 1998，第135頁（其本名布木布泰、父名、尊为皇太后的日期及谥号）
112. ↑  《星源集庆》：“孝慈昭宪敬顺仁徽懿德庆显承天辅圣高皇后叶赫那喇氏，杨吉努贝勒之女，乙亥年生，戊子年九月来归，癸卯年九月廿七庚辰日崩，寿廿九岁，越三岁奉安赫图阿喇尼雅满山关，天命九年四月迁葬奉天阳鲁山，天聪三年二月再迁奉安盛京福陵，崇德元年丙子追上尊谥曰孝慈昭宪纯德贞顺承天育圣武皇后。顺治元年九月升祔太庙，十四年十月升祔奉天殿。康熙元年壬寅四月改上尊谥曰孝慈昭宪敬顺庆显承天辅圣高皇后，雍正元年癸卯八月加仁徽二字，乾隆元年丙辰三月加懿德二字，即今谥。”
113. ↑  参见Rawski 1998，第141頁表。
114. 1 2 3 4  Rawski 1998，第129頁。
115. ↑  《清皇室四谱》卷二：“废皇后博尔济锦氏，科尔沁卓礼克图亲王吴克善之女，太宗孝庄文皇后亲侄女也。初，摄政王多尔衮为帝纳聘。顺治八年正月，吴克善送女京师，八月立为皇后。后年未详，时世祖年十四岁。十年八月，诏以册立三载，志意不协，废为静妃，改居侧宫。”
116. 1 2  《蒙古游牧记》卷一：“札萨克和硕达尔汉亲王游牧奥巴叔父莽古斯以女归太宗文皇帝，是为孝端文皇后。追封莽古斯和硕福亲王，妻封福妃。孝端文皇后崩，莽古斯子宰桑，宰桑之长子乌克善请以女弟为继室，是为孝庄文皇后。追封宰桑和硕忠亲王，妻封贤妃子。乌克善封卓哩克图亲王，乌克善之仲弟察罕子绰尔济复以女归世祖章皇帝，是为孝惠章皇后。顺治十八年封绰尔济多罗贝勒。”
117. ↑  《星源集庆》：“静妃科尔沁博尔济吉特氏，卓礼克图亲王吴克善之女。顺治八年八月立为皇后，十年八月诏降后为静妃，改居侧宫。”
118. ↑  《清世祖实录》卷五十九：“顺治八年......八月......戊午，册立科尔沁国卓礼克图亲王吴克善女为皇后。”
119. ↑  《清世祖实录》卷七十七：“顺治十年......八月......己丑，谕礼部：‘朕惟自古帝王，必立后以资内助，然皆慎重遴选，使可母仪天下。今后乃睿王于朕幼冲时，因亲定婚，未经选择，自册立之始，即与朕志意不协。宫阃参商，已历三载。事上御下，淑善难期，不足仰承宗庙之重。谨于八月二十五日，奏闻皇太后，降为静妃，改居侧宫。’”
120. ↑  《清皇室四谱》卷二：“孝惠仁宪端懿慈淑恭安纯德顺天翼圣章皇后博尔济锦氏，科尔沁镇国公后封贝勒绰尔济女，实世祖废皇后从侄女也。”
121. 1 2  《清世祖实录》卷八十三：“十一年五月......壬辰。上还宫。聘科尔沁国镇国公绰尔济女为妃。”
122. ↑  《清世祖实录》卷八十四：“顺治十一年......六月......甲戌，册立科尔沁国镇国公绰尔济女博尔济锦氏为皇后。册文曰：‘朕惟两仪作配，后德肇于坤承。百世延禧，王化基于内则。义偕资始，位正安贞。咨尔博尔济锦氏，乃科尔沁国镇国公绰尔济之女，川岳钟祥，睢麟媲美。柔嘉成性，允符天伣之祯。淑慎为仪，式兆月恒之庆。兹仰承懿命，以册宝立尔为皇后，其尚助隆孝养，克叶雝和，茂衍昌炽于本支，共荐馨香于宗庙。钦哉！宝文曰：皇后之宝。’”
123. 1 2  《清圣祖实录》卷七：“康熙元年......冬十月......甲辰，以尊上太皇太后、仁宪皇太后、慈和皇太后尊号颁诏天下。”
124. ↑  《星源集庆》：“孝惠仁宪端懿慈淑恭安纯德顺天翼圣章皇后博尔济吉特氏，多罗贝勒绰尔济之女，崇德六年辛巳十月初三日生，顺治十一年六月立为皇后，十八年圣祖尊为皇太后，居慈仁宫。康熙元年十月恭上徽号曰仁宪皇太后，四年九月加上恪顺二字，六年十一月加上诚惠二字，十五年正月加上纯淑二字，廿年十二月加上端禧二字，徽号曰仁宪恪顺诚惠纯淑端禧皇太后。廿八年十二月移居宁寿宫。康熙五十六年丁酉十二月初六日崩，寿七十七岁。五十七年戊戌三月恭上谥号曰孝惠仁宪端懿纯德顺天翼圣章皇后，四月奉安孝东陵，十二月升祔太庙奉先殿。雍正元年癸卯八月加上慈淑二字。乾隆元年丙辰三月加上恭安二字，即今谥。”
125. ↑  Crossley 1999，第56頁。
126. ↑  《星源集庆》：“孝康慈和庄懿恭惠温穆端靖崇天育圣章皇后，佟佳氏。都统承恩公图赖之女，崇德三年戊寅生，初入宫册为妃，康熙元年十月恭上徽号曰慈和皇太后，康熙二年癸卯二月十一日崩，寿廿四岁，五月恭上尊谥曰孝康慈和庄懿恭惠崇天育圣皇后，六月奉安孝陵。九年庚戌五月追上尊谥孝康章皇后，升祔太庙，七月升祔奉先殿。雍正元年癸卯八月加上温穆二字，乾隆元年丙辰加上端靖二字，即今谥。”
127. ↑  《清圣祖实录》卷一百六：“康熙二十一年壬戌十一月......壬子。......上率内大臣侍卫等临孝康章皇后母佟夫人觉罗氏丧，奠酒举哀毕，回宫，随赐银一万两、缎百疋、鞍马十匹。”
128. ↑  Elliott 2001，第87頁。
129. ↑  《星源集庆》：“孝献庄和至德宣仁温惠端敬皇后栋鄂氏，内大臣功封三等伯鄂硕之女，顺治十三年八月册封为贤妃，十二月晋封皇贵妃，行册立礼。顺治十七年庚子八月十九日崩，谥曰孝献庄和至德宣仁温惠端敬皇后，康熙二年二月奉安孝陵，不祔。”
130. ↑  《清世祖实录》卷一百三：“顺治十三年丙申八月.....庚子，谕礼部：‘本月二十二日奉圣母皇太后谕，内大臣鄂硕之女董鄂氏，性资敏慧，轨度端和，克佐壸仪，立为贤妃。尔部查照典礼，择吉具奏。’......九月......甲戌，谕礼部：‘朕前奉圣母皇太后谕，内大臣鄂硕之女董鄂氏立为贤妃，本月二十八日又奉圣母皇太后谕，式稽古制中宫之次，有皇贵妃首襄内治。因慎加简择、敏慧端良，未有出董鄂氏之上者，应立为皇贵妃。尔部即查照典礼，于十二月初六日吉期行册封礼。’”
131. ↑  《清世祖实录》卷一百五：“顺治十三年丙申十二月......戊寅，以册封内大臣鄂硕女董鄂氏为皇贵妃。遣内大臣公爱星阿告祭太庙。”
132. ↑  《星源集庆》：“悼妃，科尔沁博尔济吉特氏，达尔罕亲王满珠习礼之女，顺治十五年戊戌三月十五日薨，追封悼妃。”
133. ↑  《清世祖实录》卷一百十五：“顺治十五年......三月......壬寅，谕礼部：‘科尔沁巴图鲁王之女，选进宫中，因待年未行册封，今遽尔长逝，朕心深切轸悼，宜追封为妃其封号及应行典礼，尔部即察例议奏。’......四月......戊午，追封科尔沁国巴图鲁王女为悼妃。”
134. ↑  《清皇室四谱》卷二：“赠悼妃博尔济锦氏，科尔沁连尔汉亲王曼珠习礼之女，孝惠章皇后之姑也。待年宫中，顺治十五年戊戌三月十五日（1658年4月17日）卒，追封为悼妃。”
135. ↑  《蒙古游牧记》卷一：“乌克善季弟满珠习礼尚郡主，授和硕额驸。天聪二年，征察哈尔，以功赐号达尔汉巴图鲁，崇德元年以功封札萨克巴图鲁郡王。顺治九年叙讨讦极思功，晋达尔汉号。十六年晋和硕达尔汉巴图鲁亲王。康熙四年子和塔嗣，去巴图鲁号，世袭罔替。”
136. ↑  《清圣祖实录》卷一：“顺治十八年......二月......壬辰，谕礼部：‘皇考大行皇帝御宇时，妃董鄂氏，赋性温良，恪共内职。当皇考上宾之日，感恩遇之素深，克尽哀痛，遂尔薨逝。芳烈难泯，典礼宜崇，特进{名}封，以昭淑德，追封为贞妃。所有应行礼仪，尔部察例具奏。’”
137. ↑  《星源集庆》：“贞妃，栋鄂氏，轻车都尉巴度之女，初入侍宫中，顺治十八年辛丑正月初七日以身殉世祖，二月追封为贞妃。”
138. ↑  《八旗满洲氏族通谱》卷八：“鲁克素，正白旗人，和和理同族，世居董鄂地方，国初时同弟屯布率四百人来归，本名伦布，太祖髙皇帝赐名鲁克素，编佐领，令次子席尔泰统之......席尔泰之长子拉都由闲散过北京，擒斩贼哨兵二人，征锦州击败杏山马歩兵，后征宁逺阵亡，赠云骑尉，亲弟巴都承袭......又鲁克素之长子席汉由骑都尉兼佐领追杀卓农额驸属下逃去之防古，又攻朝鲜靉阳城偕二十人先登，克之，进攻三塔击贼，阵亡优赠三等轻车都尉，其次子鄂硕承袭......以鄂硕系端敬皇后父特恩封三等伯。”
139. ↑  《星源集庆》：“恪妃，石氏，吏部左侍郎石申之女，初，世祖稽古制，选汉官女备六宫，妃与焉。赐居永寿宫，冠服用汉式，康熙六年丁未十一月三十日薨，康熙追封恪妃。”
140. ↑  《滦州志》卷十五：“石申，字仲生，明副使维岳子。顺治丙戌进土，改庶青士......先是，世祖章皇帝稽古制选汉宫女备六宫。申女及箅，承恩赐居永寿宫，宫服用汉式。敕召申娄赵淑人乘肩舆入西华门；至右门下舆入宫行家人礼。恩赐重筵，赐绸缎赏赉有加。后封恪妃。”
141. ↑  《国朝谥法考》：“石妃，礼部侍郎石申之女，康熙六年十二月初二日谥曰恪。”
142. ↑  《皇朝文献通考》卷二百四十一：“妃石氏，侍郎石申女，康熙六年十二月追封皇考恪妃。”
143. ↑  《星源集庆》：“恭靖妃，浩奇特博尔济吉特氏，多罗鄂尔特尼郡王博罗特之女，初入宫，册为妃，康熙十二年十二月尊封为恭靖妃，康熙二十八年已巳四月初二日薨。”
144. 1 2 3 4  《清圣祖实录》卷四十四：“康熙十二年......十二月......己亥，谕内阁：‘朕奉太皇太后慈上旨曰：‘世祖章皇帝博尔济金氏三妃及董鄂氏妃，久在宫闱，敬谨夙着，宜加封号，以表令仪。朕恪遵慈谕，今尊皇考妃博尔济金氏曰皇考恭靖妃，皇考妃博尔济金氏曰皇考淑惠妃，皇考妃博尔济金氏曰皇考端顺妃，皇考妃董鄂氏曰皇考宁谧妃。着会同礼部，详议典礼以闻。’”
145. ↑  《清皇室四谱》卷二：“淑惠妃，科尔沁博尔济吉特氏，孝惠章皇后之妹。顺治十一年五月，册为妃。康熙十二年十二月，圣祖尊封皇考淑惠妃。五十二年癸巳十月三十日卒，年七十余。”
146. ↑  《星源集庆》：“淑惠妃，科尔沁博尔济吉特氏，贝勒绰尔济之女，顺治十一年五月册为妃，康熙十二年十二月尊封为淑惠妃，康熙五十二年癸巳十月三十日薨。”
147. ↑  《星源集庆》：“端顺妃，阿巴海博尔济吉特氏，一等台吉布达希之女，初入宫，册为妃，康熙十二年十二月尊封为端顺妃，康熙四十八年已丑六月二十六日薨。”
148. ↑  《星源集庆》：“宁悫妃，董鄂氏，长史喀济海之女，初为庶妃，康熙十二年十二月尊封为宁悫妃，康熙三十三年甲戌六月二十一日（1694年8月11日）薨。”
149. ↑  《星源集庆》：“庶妃穆克图氏，云骑尉伍喀之女。”
150. 1 2  《星源集庆》：“第八子永幹，无嗣，顺治十七年庚子十二月廿三日辰时生，母庶妃穆克图氏，云骑尉伍喀之女，康熙六年丁未十二月初二日卯时卒，年八岁。”
151. 1 2  《星源集庆》：“世祖章皇帝位下八子，第一子牛钮，无嗣，顺治八年辛卯十月初一日子时生，母庶妃巴氏。牛钮于顺治九年壬辰正月三十日辰时卒，年二岁。”
152. 1 2  《星源集庆》：“第六子奇授，无嗣，顺治十六年己亥十一月廿一日申时生，母庶妃唐氏，康熙四年已巳十一月初六日亥时卒年七岁。”
153. 1 2  《星源集庆》：“和硕纯靖亲王隆禧，无嗣，顺治十七年庚子四月二十二日丑时生，母庶妃钮氏，康熙十三年正月封和硕纯亲王，康熙十八年己未七月十五日申时薨，年廿岁，谥曰靖。”
154. ↑  . （原始内容存档于2021-05-15） （中文）.
155. 1 2  《星源集庆》：“第二女和硕恭悫长公主，顺治十年癸巳十二月初二日子时生，母庶妃杨氏，康熙时初封和硕公主，六年丁未二月指配瓜儿佳氏领侍卫内大臣巴哈之女纳尔杜为额驸，是月下嫁。公主于康熙廿四年乙丑十月薨，年卅三岁。额驸于康熙八年五月因鳌拜获罪革职，后复起用，卒年未详。”
156. 1 2  《星源集庆》：“第四女，顺治十一年甲午十二月初二日子时生，母庶妃乌苏氏，顺治十八年辛丑三月卒，年八岁。”
157. 1 2  《星源集庆》：“第六女，顺治十四年丁酉十月初六日子时生，母庶妃纳喇氏，顺治十八年辛丑二月卒，年五岁。”
158. 1 2  《星源集庆》：“第五子和硕恭亲王常颖，顺治十四年丁酉十一月初四日申时生，母庶妃陈氏。康熙十年正月封和硕恭亲王，康熙四十二年癸未六月初七日薨，年四十七岁。恭亲王常颖五世孙晋隆袭奉恩，缘事革爵。晋隆之胞兄晋昌袭奉恩辅国公至恭亲王常颖九世孙德茂现袭不入八分镇国公。”
159. ↑  参见Rawski 1998，第142頁表。
160. ↑  参见Rawski 1998，第112表頁。
161. ↑  《星源集庆》：“第二子和硕裕宪亲王福全，顺治十年癸巳七月十七日丑时生，母宁悫妃栋鄂氏，喀济海之女。康熙六年正月恩封和硕裕亲王，康熙四十二年癸未六月二十六日薨，年五十一岁，谥曰宪。定例凡恩封立官亲王褫降至奉恩镇国公止准其世袭罔替，此爵系恩封，褫降之爵。裕宪亲王七世孙继善于道光十六年十月降袭至奉恩镇国公，其次袭至裕宪亲王第九世孙恒字辈，魁璋现袭奉恩镇国公。”
162. ↑  《清圣祖实录》卷二十一：“康熙六年丁未春正月......己丑，封世祖章皇帝第二子福全为和硕裕亲王。”
163. ↑  《星源集庆》：“第三子圣祖仁皇帝。”
164. ↑  《星源集庆》：“合天弘运文武睿哲恭俭宽裕孝敬诚信中和功德大成仁皇帝，顺治十一年甲午三月十八戊申日丁巳时诞生，母孝康章皇后佟佳氏，都统奉恩公图赖之女。顺治十八年辛丑正月初九己未日即位，壬寅纪元康熙。康熙六十一年壬寅十一月十三甲午日戌时崩，在位六十一年，寿六十九岁。雍正元年癸卯二月恭上尊谥曰合天弘运文武睿哲恭俭宽裕孝敬诚信功德大成仁皇帝，庙号圣祖，九月奉安景陵，是月升袱太庙奉先殿，是年十一月配享天坛，二年甲辰正月配享祈年坛，五月配享地坛。乾隆元年丙辰三月加上中和二字，即今谥。”
165. ↑  《星源集庆》：“第四子追封和硕荣亲王，未有名，无嗣，顺治十四年丁酉十月初七日丑时生，母孝献皇后栋鄂氏，内大臣三等伯鄂硕之女。顺治十五年戊戌正月廿四日寅时薨，年二岁，三月追封为和硕荣亲王。”
166. ↑  李治亭 2003，第594–95頁。
167. ↑  《清圣祖实录》卷三十五：“康熙十年辛亥春正月......癸酉，册封世祖章皇帝第五子常宁为和硕恭亲王。”
168. ↑  《清圣祖实录》卷四十五：“康熙十三年甲寅春正月......庚寅，封世祖章皇帝子隆禧为和硕纯亲王”
169. ↑  《星源集庆》：“第一女，顺治九年壬辰三月十五日子时生，母庶妃陈氏，顺治十年癸己十月卒，年二岁。”
170. ↑  Rawski 1998，第148頁（年份）；《清史稿》卷一百六十六：“康熙六年二月，下嫁给讷尔杜。纳尔杜，瓜尔佳氏，官领侍卫内大臣加少傅。以从父太师、辅政大臣鳌拜得罪，坐夺官。寻复起。康熙十五年加太子少师，卒。”
171. ↑  《清圣祖实录》卷一百二十三：“康熙二十四年乙丑十一月丁巳朔......下嫁鑲黃旗訥爾杜和碩恭愨長公主薨，遣官致祭。”
172. ↑  《星源集庆》：“第三女，顺治十年癸巳十二月十三日辰时生，母庶妃巴氏，顺治十五年戊戌三月卒，年六岁。”
173. ↑  《星源集庆》：“第五女，顺治十一年甲午十二月三十日戌时生，母庶妃王氏，顺治十七年庚子十二月卒，年七岁。”
174. ↑  《星源集庆》：“世祖章皇帝抚兄一女太宗第五房和硕承泽裕亲王硕塞第二女和硕和顺公主，顺治五年戊子八月廿二日生，母和硕承泽裕亲王硕塞之嫡福晋纳喇氏，议政大臣轻车都尉费扬古之女，抚养宫中。顺治十七年庚子六月封和硕和顺公主，指配尚氏平南敬王尚可喜第七子三等子爵尚之隆为额驸，是月下嫁。公主于康熙卅年辛未十一月薨，年四十四岁。额驸于康熙五十七年戊戌二月薨。”
175. ↑  《清圣祖实录》卷一百五十三：“康熙三十年......十二月......戊子......下嫁額駙尚之隆和碩和順公主薨逝，遣官致祭。”
176. ↑  《星源集庆》：“世祖章皇帝抚从兄一女太祖第七房追封和硕饶余敏亲王阿巴泰第四子多罗安郡王岳乐第二女和硕柔嘉公主，顺治九年壬辰五月初六日子时生，母多罗安郡王岳乐之继福晋纳喇氏，轻车都尉达尔呼他之女，抚养宫中，封和硕柔嘉公主。康熙二年癸卯十一月指配耿氏靖南王耿精忠之弟封授三等子爵耿聚忠为额驸，是月下嫁。公主于康熙十二年癸丑七月薨，年廿二岁。额驸于康熙廿六年丁卯二月卒，谥曰悫敏。”
177. ↑  《清圣祖实录》卷四十二：“康熙十二年......七月......己卯。下嫁和碩額駙耿聚忠和碩柔嘉公主薨。遣官致祭。”
178. ↑  《星源集庆》：“世祖章皇帝抚从兄一女显祖第三房追封和硕庄亲王舒尔哈齐第六子和硕郑献亲王济尔哈朗之二子和硕简纯亲王济度第二女固伦端敏公主，顺治十年癸巳六月十三日卯时生，母和硕简纯亲王济度之嫡福晋科尔沁博尔济锦特氏，多罗贝勒绰尔济之女，抚养宫中，封和硕端敏公主。康熙九年庚戌九月指配科尔沁博尔济锦特氏达尔汉亲王额驸满珠锡礼之孙班第为额驸，是月下嫁。额驸于康熙十年三月袭封科尔沁达尔汉亲王，四十九年庚申五月薨。公主于雍正元年二月晋封固伦端敏公主，于雍正七年乙酉五月十八日薨，年七十七岁。”